# Григорьев, Николай Иванович (Герой Советского Союза)
Николай Иванович Григорьев (14 декабря 1922, Новотеряево — 4 августа 1944, район Магнушева) — гвардии старший лейтенант Рабоче-крестьянской Красной Армии, участник Великой Отечественной войны. Герой Советского Союза (1944).

## Биография
Николай Григорьев родился 14 декабря 1922 года в деревне Новотеряево (ныне — Рузский район Московской области) в рабочей семье. Окончил среднюю школу. В июне 1941 года Григорьев был призван на службу в Рабоче-крестьянскую Красную Армию. В 1942 году он окончил Свердловское пехотное училище. С июля того же года — на фронтах Великой Отечественной войны. К августу 1944 года гвардии старший лейтенант Николай Григорьев был заместителем командира 64-го гвардейского отдельного истребительно-противотанкового дивизиона 57-й гвардейской стрелковой дивизии 8-й гвардейской армии 1-го Белорусского фронта. Отличился во время освобождения Польши.
1 августа 1944 года Григорьев обеспечивал переправу советских стрелковых подразделений в районе населённого пункта Магнушев. В тех боях дивизион уничтожил 16 обычных пулемётов и четыре крупнокалиберных, пять 37-миллиметровых артиллерийских орудий, отбил две немецкие контратаки. Действия дивизиона способствовали успешному форсированию Вислы и захвату плацдарма. 4 августа 1944 года Григорьев погиб в бою. Похоронен в городе Ласкажев.  Перезахоронен в Варшаве.
Указом Президиума Верховного Совета СССР от 26 октября 1944 года гвардии старший лейтенант Николай Григорьев посмертно был удостоен высокого звания Героя Советского Союза.

## Награды и звания
- Герой Советского Союза. Указ Президиума Верховного Совета СССР от 26 октября 1944 года:
  - медаль «Золотая Звезда»;
  - орден Ленина.
- Орден Красной Звезды. Приказ командира 153 стрелковой дивизии № 6/н от 29 декабря 1942 года.